# David Mott
David Mott (Downers Grove, 7 januari 1945) is een Amerikaans componist, muziekpedagoog, fluitist en baritonsaxofonist. 

## Levensloop
Mott kwam al in jonge jaren in contact met muziek, hij leerde de klarinet te bespelen en had groot interesse in Dixieland en jazz. Al aan het Hope College (1962-1964) studeerde hij compositie en visuele kunsten. Aan het Berklee College of Music in Boston studeerde hij jazz en baritonsaxofoon. Tot zijn docenten behoorden James Drew, John Bavicchi en William Maloof. In 1968 behaalde hij zijn Bachelor of Music. Vervolgens studeerde hij aan de Yale-universiteit in New Haven waar hij in 1973 zijn Master of Music behaalde. Aldaar wekte zijn docent Robert Morris het interesse aan dodecafonie en niet westerse muziek. In 1979 promoveerde hij tot Doctor of Musical Arts aan de Yale-universiteit. 
Van 1974 tot 1978 was hij muziekdocent aan de Yale-universiteit. Vervolgens werd hij professor voor compositie, uitvoering en jazz studies aan de York Universiteit in Toronto. In 1988 werd hij tot hoofd van de muziekafdeling aan de York Universiteit benoemd. Hij behoorde in 1986 tot de medeoprichters van het ensemble voor hedendaagse muziek "Sound Pressure". Verder richtte hij aan de universiteit het York Jazz Orchestra op. Als baritonsaxofonist is hij lid van het saxofoonkwartet "40 Fingers" alsook van het jazz-ensemble "Chelsea Bridge".
Als componist kreeg hij verschillende opdrachten. Zijn werken reflecteren zijn interesse in goede Westerse muziek en jazz met kwaliteiten van de Aziatische muziek. De werken werden onder anderen uitgevoerd tijdens het New Music America Festival, Ear it Live en het Sound Symposium. 

## Composities

### Werken voor orkest
- 1977 Wilderness, voor kamerorkest

### Werken voor harmonieorkest
- Form
- Sound Cycle, voor altsaxofoon en harmonieorkest

### Kamermuziek
- 1980 Journey Through the Mist, voor dwarsfluit, klarinet, altsaxofoon, trompet, piano en contrabas
- 1981 Seven Ceremonies, voor dwarsfluit en slagwerk
- 1982 Inside the Dance of Rain, voor fagot en altfluit
- 1983 A Little Small Talk, voor baritonsaxofoon en slagwerkgroep
- 1989 Oh! Mysterious Magnum - Such Magenta Vintage, voor kamerensemble

### Werken voor baritonsaxofoon
- 1981 Regarding Starlight
- 1986 Tiger Running... Nearer Breathing
- A Little Small Talk
- Continuum
- Light In The Mountain
- Meditation 2
- Mixed Messages
- Mouth Of Thunder
- Old Ghosts, New Demons
- Paganini Flies With Dragons
- Serge Chaloff in Memorian
- Spirit Of The Woods
- Suffering/War
- Sweet
- The Sky Ringing in an Empty Bell
- The Story
- Trane To Huntington
- Unspeakable Voice Of The Shaman
- Visceral Vicissitudes
- Wordless